# Quyền LGBT ở Curaçao
Người đồng tính nữ, đồng tính nam, song tính và chuyển giới (LGBT) ở Curaçao, quốc gia cấu thành của Vương quốc Hà Lan, có thể phải đối mặt với những thách thức pháp lý mà những người không phải LGBT không gặp phải. Cả hai hoạt động tình dục đồng giới nam và nữ đều hợp pháp ở Curaçao. Phân biệt đối xử dựa trên "xu hướng dị tính hoặc đồng tính" bị cấm.
Vào ngày 12 tháng 7 năm 2024, Tòa án tối cao Hà Lan đã ra phán quyết rằng hôn nhân đồng giới là hợp pháp ở Curaçao, giữ nguyên quyết định của Tòa phúc thẩm cấm phân biệt đối xử dựa trên xu hướng tính dục.

## Luật về hoạt động tình dục cùng giới
Hoạt động tình dục cùng giới là hợp pháp ở Curaçao. Độ tuổi đồng ý là 16 và giống nhau cho quan hệ dị tính và đồng tính.

## Công nhận mối quan hệ cùng giới
Hôn nhân cùng giới được hợp pháp tại Curaçao kể từ phán quyết ngày 12 tháng 7 năm 2024 của Tòa án tối cao Hà Lan.
Trước đó, là một phần của Vương quốc Hà Lan, Curaçao phải công nhận các cuộc hôn nhân cùng giới đã đăng ký tại Hà Lan cũng như tại Bonaire, Sint Eustatius và Saba (còn được gọi là Caribe thuộc Hà Lan) là hợp lệ. Mặc dù vậy, các cặp đôi cùng giới không thể kết hôn hợp pháp trên đảo này, không thực hiện được kết hợp dân sự cũng như các hình thức công nhận khác.
Vào tháng 4 năm 2015, đại diện của cả bốn quốc gia thành viên đã đồng ý rằng các cặp đôi cùng giới nên có quyền bình đẳng trên toàn Vương quốc.
Vào tháng 8 năm 2015, trong vụ Oliari và những người khác kiện Ý, Tòa án Nhân quyền châu Âu (ECHR) đã phán quyết rằng việc không công nhận pháp lý cho các cặp đôi cùng giới là phân biệt đối xử. ECHR có quyền tài phán tại Curaçao.
Năm 2017, một đề xuất nhằm cấp một số quyền hạn chế cho các cặp đôi cùng giới đã được đưa ra trước Nghị viện Curaçao.
Vào tháng 9 năm 2018, trong sự kiện Tự hào Đồng tính Curaçao lần thứ sáu, các tổ chức quyền LGBT địa phương gồm FOKO Curaçao, Equality Curaçao và Curaçao Gay Pro đã trao một dự luật cho Phó Chủ tịch Nghị viện Giselle McWilliam, trong đó cho phép các cặp đôi cùng giới kết hôn tại Curaçao. McWilliam hoan nghênh hành động này và nói rằng, "Tôi nghĩ rằng điều này thật tuyệt vời. Nó cho thấy rằng nền dân chủ đang sống động tại Curaçao. Rằng các sáng kiến có thể không chỉ đến từ nghị viện hay chính phủ, mà còn từ chính người dân. Mọi người đều có quyền đệ trình một dự luật, tôi sẽ làm mọi thứ để giúp nhóm này, vì họ cũng là một phần của nó." Theo Thủ tướng Eugene Rhuggenaath, người tham gia cuộc diễu hành, đã đến lúc để tranh luận về vấn đề này. Ông nói, "Sự loại trừ và phân biệt đối xử đối với cộng đồng LGBT ảnh hưởng đến nhân quyền." Vào ngày 4 tháng 6 năm 2019, dự luật này đã được đệ trình lên Nghị viện Curaçao, nhưng sau đó đã bị rút lại vào tháng 9 năm 2020 do thiếu sự ủng hộ.

## Bảng tóm tắt
| Hoạt động tình dục đồng giới hợp pháp                               | Yes                            |
| Giống nhau về độ tuổi đồng ý                                        | Yes                            |
| Luật chống phân biệt đối xử trong việc làm                          | (từ 2011)                      |
| Luật chống phân biệt đối xử trong việc cung cấp hàng hóa và dịch vụ | (từ 2011)                      |
| Luật chống phân biệt đối xử trong tất cả các lĩnh vực khác          | (từ 2011)                      |
| Hôn nhân cùng giới                                                  | (từ 2024)                      |
| Nhận con kế làm con nuôi của các cặp đồng giới                      | No                             |
| Con nuôi chung của các cặp đồng giới                                | No                             |
| Người LGBT được phép phục vụ trong quân đội                         | Yes                            |
| Quyền thay đổi giới tính hợp pháp                                   | No                             |
| Truy cập IVF cho đồng tính nữ                                       |                                |
| Mang thai hộ thương mại cho các cặp đồng tính nam                   | (Cấm bất kể xu hướng tình dục) |
| NQHN được phép hiến máu                                             | No                             |